# Néac
Néac é uma comuna francesa na região administrativa da Nova Aquitânia, no departamento da Gironda. Estende-se por uma área de 6,91 km². Em 2010 a comuna tinha 377 habitantes (densidade: 54,6 hab./km²).